# Voyage avec deux enfants
Voyage avec deux enfants est un roman d'Hervé Guibert paru aux éditions de Minuit en 1982. L’auteur décrit un voyage au Maroc accompagné d’un ami et de deux enfants. Ce livre comporte des scènes à caractère pédophile.

## Commentaires
L’auteur reprend un thème classique : un voyage ce sont plusieurs voyages. Mais il bouscule la chronologie, entremêle le voyage vécu, fantasmé et insère une part de rêve et d’imaginaire dans le roman : « J’hésite à écrire : voyage de merde, enfants de merde. Le début du mensonge : l’écrire, ce serait renoncer au roman. » La recomposition révèle un texte étrange à la fois conte oriental, récit d’enfance et parcours érotique.